# Phtalate acide de potassium
Pour les articles homonymes, voir KHP.
Le phtalate acide de potassium est le sel monopotassique de l'acide benzène-1,2-dicarboxylique (acide phtalique). On le trouve également sous les sigles KAP (Potassium Acid Phthalate) et KHP (Potassium Hydrogen Phthalate). Défini comme étalon primaire pour la préparation des solutions étalons de bases fortes, il est également utilisé pour la définition de l'échelle de pH . Les cristaux de phtalate acide de potassium (KAP) sont utilisés comme cristaux monochromateur ou analyseur en spectrographie des rayons X de grande longueur d'onde.

## Propriétés

### Stabilité thermique
L'étude de la stabilité thermique par thermogravimétrie du KAP montre qu'il se décompose par chauffage,, à partir de 255 °C en phtalate dipotassique {\displaystyle {\ce {{C8H5O4K2}}}}. Ce dernier est ensuite dégradé en {\displaystyle {\ce {{K2CO3}}}} et un produit de carbonisation à  800 °C.

### Propriétés spectroscopiques
| Tableau de données IR - Raman - RMN 1H - RMN 13C |                                                                                 |
| --- | ------------------------------------------------------------------------------- |
| \| Infra-Rouge \| Infra-Rouge \| \| ------------------------------------------------------------------------- \| ------------------------------------------------------------------------------- \| \| Bandes d'absorption principales[14],[15] \| ν : 441, 870 , 1090, 1144, 1382, 1445, 1484 , 1565, 1675, 1945, 3470 cm−1 (KBr) \| \| Raman \| \| \| Bandes d'absorption principales \| 3077, 1605, 1042, 816, 791, 184, 166 (λ=4880 Å)[16],[17] \| \| Résonance Magnétique Nucléaire \| \| \| RMN 1H d : doublet, dd : doublet de doublets, m : multiplet, s : singulet \| δ :8,204 (2H(A), m), 7,529 (2H(B), m) - (DMSO)[18] \| \| RMN 13C \| δ :168,30 (2C-1), 134,86 (2C-2), 132,56 (2C-3) , 130,37 (2C-4) - (DMSO)[19] \| |                                                                                 |
| Infra-Rouge |                                                                                 |
| Bandes d'absorption principales, | ν : 441, 870 , 1090, 1144, 1382, 1445, 1484 , 1565, 1675, 1945, 3470 cm−1 (KBr) |
| Raman |                                                                                 |
| Bandes d'absorption principales | 3077, 1605, 1042, 816, 791, 184, 166 (λ=4880 Å),                                |
| Résonance Magnétique Nucléaire |                                                                                 |
| RMN 1H d : doublet, dd : doublet de doublets, m : multiplet, s : singulet | δ :8,204 (2H(A), m), 7,529 (2H(B), m) - (DMSO)                                  |
| RMN 13C | δ :168,30 (2C-1), 134,86 (2C-2), 132,56 (2C-3) , 130,37 (2C-4) - (DMSO)         |

### Propriétés piézoélectriques
Le coefficient piézoélectrique (d33) est égal à 0.36 pC/N.

### Optique non linéaire
Des cristaux de KHP irradiés avec un laser Nd:YAG émettant un rayon de longueur d'onde de 1064 nm, permettent l'observation d'une radiation verte de longueur d'onde 532 nm qui confirme la génération d'une seconde harmonique (GSH). Ce phénomène d'optique non linéaire est utilisé pour créer des pointeurs laser de différentes couleurs.

### Propriété ampholyte
L'hydrogénophtalate de potassium possède en même temps un groupe fonctionnel carboxyle {\displaystyle {\ce {COOH}}} et sa base conjuguée {\displaystyle {\ce {COO^-K^+}}} . Il peut donc être un acide et à la fois une base, c'est ce que l'on nomme un ampholyte. Cette particularité permet de l'utiliser comme substance tampon.
Propriété acide : {\displaystyle {\ce {HP^- (aq) -> P^{2-}(aq) + H+}}} pKa = 5,41
Propriété basique : {\displaystyle {\ce {HP^- (aq) + H+ -> PH2}}} pKa = 2,95

## Utilisations

### Étalonnages
LE KHP est considéré comme un étalon primaire pour les réactions acido-basiques car il respecte les conditions suivantes :
- facile à obtenir, sécher et purifier;
- ne se modifie pas à l'air par oxydation ou hygroscopie;
- son taux d'impureté peut être compris entre 0,1 et 0,2%;
- sa masse molaire est élevée et réduit les imprécisions de pesée;
- réagit totalement (K >104), stœchiométriquement et rapidement;
- facilement soluble.

Étalonnage par dosage des bases (hydroxyde de sodium) {\displaystyle {\ce {{HP^{-}(aq)}+OH^{-}->{P^{2-}(aq)}+H2O}}},
Le KHP est utilisé pour la définition de l'échelle de pH, par l'IUPAC en 1983 à la suite de la British Standards Institution en 1961,.
Les solutions tampons de KHP sont définies très précisément et couvrent une gamme de pH de 2,2 à 5.9. L'effet tampon est le plus élevé aux environs de pH=4, la composition de ces solutions est indiquée dans le règlement CE.

### Spectrométrie de rayons X
Les cristaux de KAP sont utilisés en tant que cristal monochromateur (filtre le faisceau incident polychromatique) de spectromètres à rayons X à dispersion de longueur d'onde,.
- réflexion utilisée 1010
- 2d : 2,663 nm
- domaine d'analyse (angle de Bragg compris entre 12 et 55°)[32] :

| nm            | K   | L     | M     |
| ------------- | --- | ----- | ----- |
| 0,554 à 2,181 | F-P | Mn-Mo | La-Hg |

### Catalyseur
Le KHP est utilisé comme catalyseur dans des réactions de synthèse héterocyclique de dérivés pyraniques ou isoxazoliques.

### Caractérisation du carbone organique total ou dissous
Le KHP est utilisé pour l'étalonnage des appareils de mesure du Carbone Organique Total (COT) et de la Demande Chimique en Oxygène (DCO).
Le principe de la mesure de la DCO peut être résumé par le bilan suivant : {\displaystyle {\ce {{KC8H5O4}+7,5O2 -> {8CO2}+{2H2O}+KOH}}},. Une solution de 425 mg de KHP par litre d'eau distillée correspond à une DCO de 500μgO2/mL.
Concernant la détermination du COT (présence de molécules organiques aromatiques par exemple), elle peut s'obtenir à partir de mesures d'absorbance UV. Il existe une corrélation entre la concentration de carbone d'un échantillon et celle d'une solution de référence de KHP, elle est donnée par cette formule {\displaystyle \scriptstyle {UV_{254}=0,0144KHP+0,0018}} . UV254 est l'absorbance en cm-1 (Standard Methods APHA, AWWA et WEF 1998) et KHP est une concentration exprimée en mg.L-1.

## Isomérie
Le phtalate acide de potassium possède deux isomères de position du fait de la position des groupes carboxyle sur le cycle benzénique. Les deux groupements carboxyles sont en position méta pour l'isophtalate et en position para pour le téréphtalate.

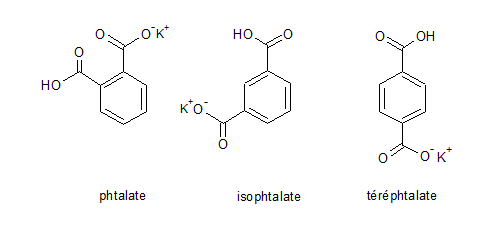
Isomères de position du phtalate acide de potassium